# Acanthochirana
L'acantochirana (gen. Acanthochirana) è un crostaceo estinto, appartenente ai decapodi. Visse fra il Triassico superiore e il Cretaceo superiore (circa 215 - 95 milioni di anni fa) e i suoi resti fossili sono stati ritrovati in Europa e in Asia.

## Descrizione
Questo animale era molto simile a un gamberetto e aveva dimensioni solitamente non superiori ai dieci centimetri di lunghezza. Il corpo era compresso lateralmente, con tre paia di appendici munite di chele, e un addome piuttosto allungato. Le antenne e le antennule erano molto sviluppate.
Acanthochirana si distingueva dall'assai simile Aeger per la presenza di un rostro dotato di dentelli superiori, il primo dei quali era situato sulla parte del carapace appena sopra l'incisura oculare. Altre caratteristiche di Acanthochirana erano date dall'assenza di un dente postorbitale e dal carapace liscio (in Aeger era punteggiato).

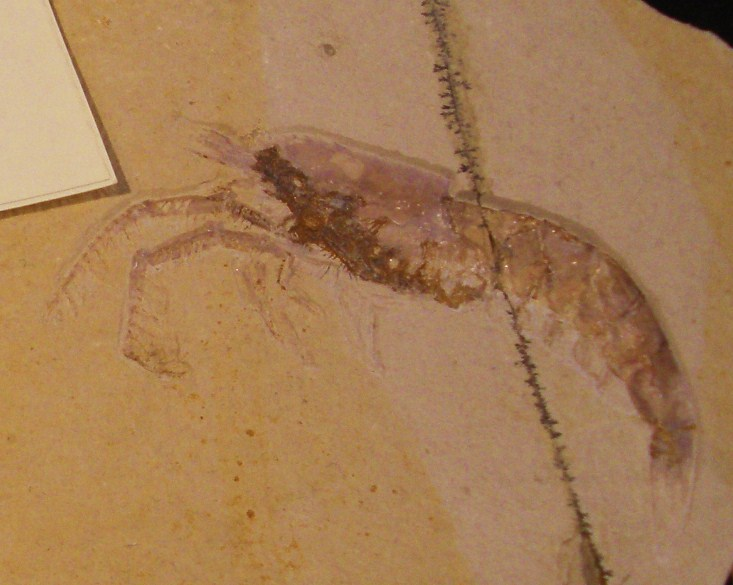
Fossile di Acanthochirana longipes

## Classificazione
Acanthochirana è noto principalmente per numerosi fossili ben conservati provenienti dal giacimento di Solnhofen in Baviera (Germania), risalente al Giurassico superiore (circa 145 - 150 milioni di anni fa); la specie tipo è A. cordata. Altre specie ben note sono A. triassica del Triassico superiore del Friuli (Italia), A. longipes del Giurassico superiore della Germania e A. cenomanica del Cretaceo superiore del Libano.
Acanthochirana fa parte della famiglia Aegeridae, un gruppo di gamberetti di medie dimensioni, comprendenti anche il ben noto Aeger; questi animali sono parte del gruppo dei Penaeoidea, attualmente rappresentati da numerose forme. 

## Paleobiologia
Probabilmente questi piccoli animali vivevano in un modo molto simile agli attuali gamberi, predando piccoli animali delle acque costiere.